# Trazione extra-orale
La trazione extra-orale o baffo è una tipologia di apparecchio ortodontico attaccato ad un apparecchio ortodontico fisso o ad un espansore palatale che aiuta nella correzione di importanti problemi malocclusori.

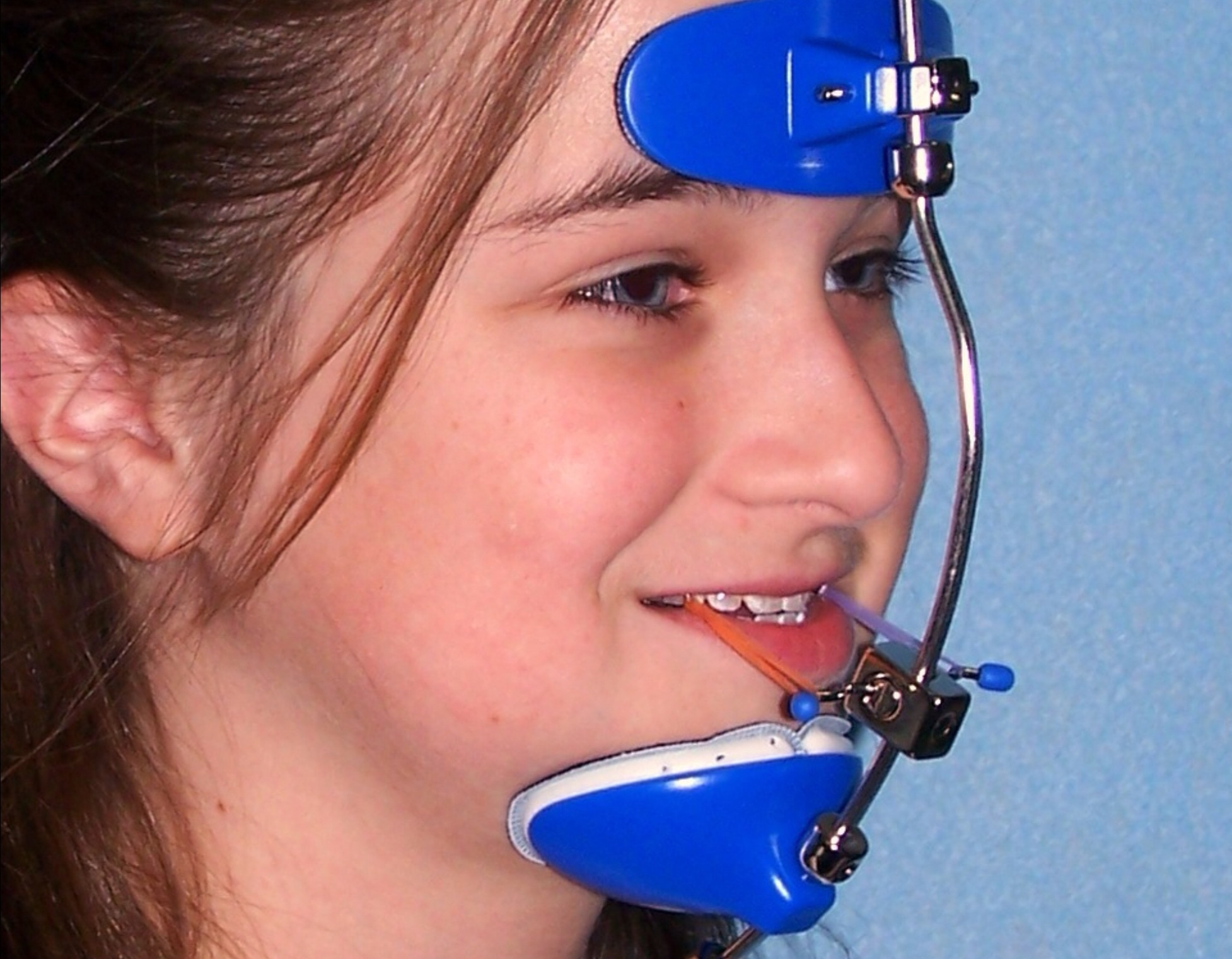
Trazione extra-orale

## Necessità del trattamento e correzioni simultanee
Il trattamento di trazione extra-orale più comune è quello utilizzato per correggere discrepanze antero-posteriore. Il baffo è attaccato all'apparecchio ortodontico tramite ganci metallici o un arco. Cinghie o un berretto testa ancorano il baffo alla parte posteriore della testa o del collo. In alcune situazioni, entrambi vengono utilizzati. Sono utilizzati elastici per esercitare una pressione all'arco o ai ganci. Il suo scopo è quello di rallentare o fermare la crescita della mascella, quindi, di prevenire o correggere un overjet.
Altre forme di baffo trattano il morso aperto inverso, in cui la mascella non è abbastanza avanti. Esso è simile ad una maschera, spesso associato all'apparecchio ortodontico, e incoraggia la crescita in avanti della mascella.
Il baffo può anche essere usato per fare più spazio per i denti ad entrare. In questo caso il baffo è collegato ai molari, attraverso le bande e tubi, e contribuisce a spostare questi molari indietro nella bocca, aprendo lo spazio per i denti anteriori da spostare indietro con attacchi e bande. Molteplici apparecchi e accessori sono tipicamente utilizzati contemporaneamente alla trazione extra-orale, come ad esempio: elastici, molle , placchette, apparecchi di Hawley, archi extraorali, un casco, espansori palatali, apparecchi di Herbst, apparecchi di Wilson, cuffie ed altri strumenti. Molti pazienti devono indossare una combinazione di, o tutti questi dispositivi in un dato momento nel loro trattamento.

## Forme di trattamento di trazione extra-orale
Il baffo deve essere indossato circa tra 14 e 18 ore ogni giorno per essere efficace nel correggere la overbite, tipicamente da 1 a 4 anni a seconda della gravità del overbite, quanto viene indossato e quanto il paziente sta crescendo.
La trazione extra-orale è costituita da tre componenti principali:
1. Arco: primo, l'arco (o i ganci) è dotato di un arco di metallo su tubi attaccati ai molari posteriori superiori e inferiori. Questo arco si estende poi fuori dalla bocca e intorno al viso. I ganci sono diversi in quanto gancio nella bocca dei pazienti e collegare direttamente alla staffa.
2. Casco: il secondo componente è il casco, che consiste di un numero di cinghie avvolgono la testa. Questo è fissato con elastici o molle per l'arco. Cinghie aggiuntive e gli allegati vengono utilizzati per garantire comfort e sicurezza (vedi foto).
3. Attacco: la terza e ultima componente - costituita in genere da bande, elastici o molle - si unisce all'arco e al casco, fornendo la forza per spostare i denti indietro.

## Maschera e trazione extra-orale inversa

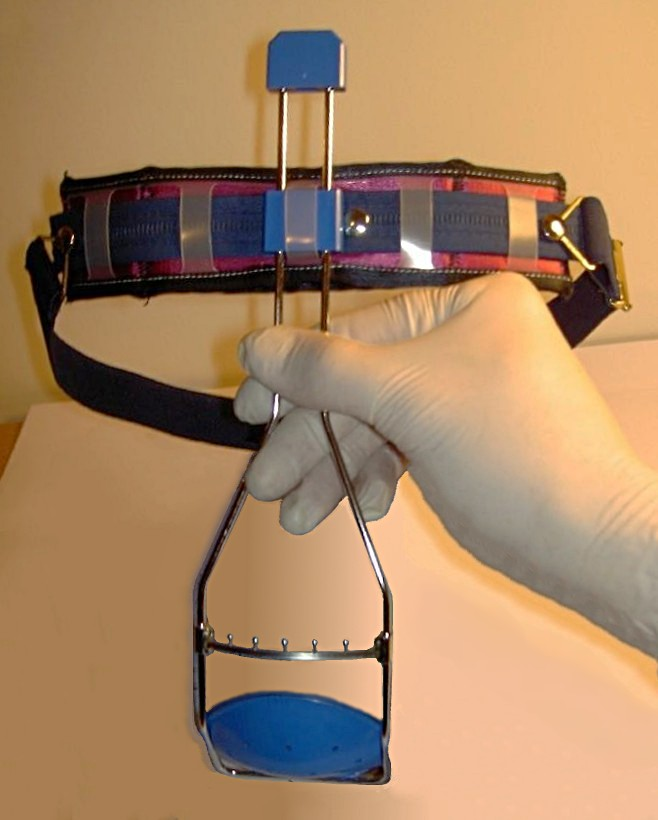
Maschera o trazione extra-orale inversa con cinghie con ganci per il collegamento di fasce elastiche nella bocca del paziente, tipicamente indossati da 14 a 18 ore al giorno

La maschera o trazione extra-orale inversa è un apparecchio ortodontico in genere utilizzato in pazienti in crescita per correggere gli underbites (tecnicamente denominati  Classe III) tirando in avanti e favorire la crescita della mascella, permettendo di raggiungere fino alle dimensioni della mandibola. Le maschere o trazione extra-orale inversa deve essere indossato circa da 14 a 18 ore al giorno, per essere veramente efficace nel correggere il morso, in genere ovunque da 12 a 48 mesi a seconda della gravità del morso e quanto un paziente è cresciuto.
L'apparecchio normalmente consiste in una cornice legato alla testa del paziente. La cornice ha una sezione che è posizionata davanti alla bocca del paziente e permette il fissaggio di un elastico o di elastici direttamente nella zona della bocca. Questi elastici sono poi agganciati all'apparecchio ortodontico del paziente o ad apparecchi montati nella sua bocca. Questo crea una forza di trazione in avanti per tirare la mascella in avanti.
La maschera facciale ortodontica è costituito da tre componenti principali:
1. Cornice del viso: in primo luogo, la cornice del viso è struttura in plastica e plastica che viene regolata per adattare al viso del paziente. La cornice è normalmente stabilizzata sulla faccia del paziente con l'aiuto di una coppa per il mento e di un'imbottitura per la fronte. Questi sono imbottiti per garantire il comfort del paziente. La cornice ha tipicamente una giogo orale, che l'ortodontista regola in modo posizionate in carattere della bocca del paziente. Il giogo orale ha un numero di ganci (4-6 a seconda del tipo ), che permette all'ortodontista di collegare elastici o molle direttamente nella bocca del paziente. La cornice permette al paziente di spostare la sua testa liberamente e di parlare. Tutte le altre attività orali sono limitate, anche se si consiglia di bere con una cannuccia in modo da non rimuovere l'intero apparecchio di notte o di giorno quando si ha sete.
2. Casco: alcune maschere e tutte le trazioni extra-orali inverse hanno una seconda parte costituita da una copertura di testa, ed è costituito da una serie di cinghie avvolgono la testa del paziente. In questo caso il tappo testa è utilizzata per stabilizzare la cornice sopra descritto e per garantire che sia tenuto in posizione corretta.
3. Attacco: la terza e ultima componente è l'attacco con la bocca - in genere utilizzando elastici -: si unisce alla maschera il giogo orale nella bocca del paziente. Gli elastici agganciano l'apparecchio ortodontico del paziente. Poiché gli elastici sono flessibili, fino a sei elastici possono essere utilizzati per fornire varie forze in avanti e lateralmente sui denti del paziente e arco, pur consentendo al paziente di aprire e chiudere la sua mascella.

In alcuni casi la chirurgia è necessaria in combinazione con una maschera o inversa-pull copricapo. Molti genitori e medici consiglia di utilizzare un intervento precoce (da 7 a 13 anni) utilizzando una maschera facciale per evitare procedure chirurgiche costose e dolorose in seguito.
L'apparecchio è molto efficace nel correggere problemi ortodontici della classe III nei pazienti più giovani o adolescenti che sono ancora in crescita. Inizialmente, può essere difficile per i bambini indossare una maschera o copricapo, tuttavia la maggior parte di medici e genitori concordano sul fatto che i bambini e gli adolescenti si adattino rapidamente a tali cambiamenti ed esigenze. I genitori devono essere consapevoli che il loro bambino è spesso più fortunato indossando una maschera facciale o un baffo per evitare l'intervento chirurgico in seguito.

## Gli effetti avversi
Il baffo ha alcuni spiacevoli effetti collaterali. Questi includono la paura di scherno e vessazioni per quanto riguarda l'aspetto del baffo, difficoltà nel mangiare, dormire, e l'esecuzione movimenti di testa e al collo, e interferenze nei rapporti interpersonali mediante l'inibizione del baciare o qualsiasi altra vicinanza al viso. In alcuni casi sono stati riportate lesioni oculare, che vengono minimizzate con l'uso di cinghie di sgancio di sicurezza.
Tipicamente si verifica un forte dolore ai denti durante la masticazione o quando i denti si toccano tra loro. Gli adolescenti di solito si sentono il dolore per 2 o 3 ore più tardi, mentre i pazienti più giovani tendono a reagire prima. Inoltre è importante dire che la trazione extra-orale è uno degli apparecchi ortodontici più utili a disposizione del ortodontista.